# Cryptocarya elmeri
Cryptocarya elmeri är en lagerväxtart som beskrevs av Elmer Drew Merrill. Cryptocarya elmeri ingår i släktet Cryptocarya och familjen lagerväxter. Inga underarter finns listade i Catalogue of Life.